# Walesa. El hombre de la esperanza
Walesa. Hombre de esperanza (en polaco: Wałęsa. Człowiek z nadziei) es una película biográfica polaca de 2013 dirigida por Andrzej Wajda, protagonizada por Robert Więckiewicz como Lech Wałęsa. Wajda declaró en el Festival de Cine de Cámara Más Plus de Cracovia en abril de 2012 que previó problemas después del estreno de la película. La película fue seleccionada por Polonia a la Mejor Película en Lengua Extranjera en los 86 Premios de la Academia, pero no fue nominada. 
El estreno de la película en Polonia tuvo lugar el 21 de septiembre de 2013 en el Gran Teatro de Varsovia. En DVD fue lanzada el 4 de octubre de 2013. 

## Sinopsis
Wałęsa, un electricista de los Astilleros de Gdansk, participó en manifestaciones locales durante los años setenta. Tras las sangrientas secuelas, que permanece con Wałęsa, se concentra en sus tareas diarias. Diez años más tarde, se produce un nuevo levantamiento y se convierte en un líder inesperado y carismático de los trabajadores portuarios polacos.
El papel de liderazgo de Wałęsa significó el inicio de un nuevo movimiento que superó con éxito el régimen comunista de la época, y Wałęsa se ve obligado a representar a la mayoría de la población de Polonia. La Unión Soviética, que antes se consideraba demasiado poderosa para enfrentarla, finalmente otorga al movimiento un grado de aceptación. El ejemplo polaco de solidaridad causó entonces un efecto dominó en toda Europa del Este : la gente en Alemania del Este siguió el ejemplo polaco, iniciando manifestaciones por la libertad que lograron la reunificación alemana de manera pacífica. La Unión Soviética luego se disolvió junto a Yugoslavia. 
Mientras Europa está remodelada, Polonia permanece estable y pacífica. Sin embargo, una gran variedad de partidos políticos se desarrolla y Polonia está a punto de volverse tan ingobernable como la difunta República de Weimar. Wałęsa es posteriormente elegido como el primer presidente de la nueva democracia polaca; pero, esto es seguido por sentimientos de resentimiento entre los polacos que comienzan a pensar que Wałęsa se está convirtiendo en un privilegiado. En consecuencia, los polacos comienzan a buscar formas de disminuir el significado de Wałęsa, hasta que finalmente logran su objetivo al descubrir acciones de un período pasado.

## Antecedentes
En abril de 2011, Wajda le dijo a The Guardian que tenía la intención de hacer una película para "arrojar nueva luz sobre Lech Wałęsa". Wajda también declaró en una conferencia de prensa que el premio Nobel y el ex presidente de Polonia habían aprobado el proyecto.
Wajda dijo que consideraba que la película era el desafío profesional más difícil de su carrera cinematográfica hasta el momento. Sin embargo, mostró una realización del imperativo categórico y citó el famoso eslogan de Wałęsa, un amigo personal: "Nie chcę, ale muszę" ("No quiero, pero tengo que hacerlo").
Monica Bellucci fue considerada para el papel de Oriana Fallaci, pero Maria Rosaria Omaggio finalmente fue seleccionada.  

## Reparto
- Robert Więckiewicz como Lech Wałęsa.[10][11][12]
- Agnieszka Grochowska como Danuta Wałęsa.
- Zbigniew Zamachowski como Nawiślak.
- Maria Rosaria Omaggio como Oriana Fallaci.
- Cezary Kosiński como Majchrzak.
- Mirosław Baka como Klemens Gniech.
- Iwona Bielska como Ilona, vecina de Wałęsa.
- Maciej Stuhr como Sacerdote.
- Małgorzata Zajączkowska como asistente de tienda.
- Marcin Hycnar como Rysiek, unmiembro del KOR.
- Dorota Wellman como Henryka Krzywonos.
- Adam Woronowicz como Tadeusz Fiszbach.
- Marcin Perchuć como Instruktor.
- Ewa Kuryło como Anna Walentynowicz.
- Arkadiusz Detmer como Malinowski.
- Mateusz Kościukiewicz como Krzysiek.
- Piotr Probosz como Mijak.
- Jerzy Nasierowski como el abuelo de Mijak.
- Ewa Kolasińska como trabajador de astillero.
- Michał Czernecki
- Remigiusz Jankowski como trabajador de astillero.
- Wojciech Kalarus como presidente.
- Maciej Marczewski como miembro de KOR.
- Maciej Konopiński como agente SB.
- Marcel Głogowski como Bogdan Wałęsa (de 8 a 10 años).
- Wiktor Malinowski como Jarosław Wałęsa (de 3 a 5 años).
- Kamil Jaworski como Przemysław Wałęsa (de 5 a 7 años).
- Jakub Świderski como Ludwik Prądzyński.
- Bogusław Kudłek como Bogdan Borusewicz.
- Michał Meyer como Jerzy Borowczak.
- Grzegorz Małecki como agente de la UB.
- Ewa Konstancja Bułhak como oficial de aduanas.
- Damian Jagusz como soldado.

## Producción
Wajda anunció su intención de mezclar material de noticias reales reales con el contenido ficticio de la película para "dar testimonio de la verdad". Las imágenes contemporáneas se adaptaron superponiendo la cara de Robert Więckiewicz en la cara real de Wałęsa. Las escenas recreadas se rodaron "en Gdańsk, incluso en el histórico astillero y sus alrededores, así como en Varsovia". Como Wajda le dijo al Chicago Tribune, la razón de ser de su trabajo no fue entretener al mundo occidental, sino revelar la verdad histórica para una audiencia polaca.
Głowacki aseguró a los periodistas que su guion no estaba destinado a ser una apoteosis, sino que mostró a Wałęsa "como un hombre de carne y hueso, un líder de gran fortaleza pero también alguien que tiene sus debilidades". El guionista se vio significativamente afectado al descubrir que Wajda buscaba seguir el mismo enfoque y, en consecuencia, "pensó que sería un proyecto interesante".  
En agosto de 2012, una empresa conocida por los expertos financieros como "Amber Gold" fue considerada como un inversor para esta película; pero, cuando se investigó a la compañía, se retiró del proceso de producción.

## Lanzamiento
La película estaba en el programa de la edición 2014 del Festival de Cine de la UE de Tailandia, que se muestra en las ciudades de Khon Kaen, Chiang Mai y Bangkok. Junto a películas como el largometraje español The Pelayos, la película fue una de las siete películas que se mostraron en las tres ciudades.

## Premios y festivales
- Festival Internacional de Cine de Chicago 2013: Premio del público, "Srebrny Hugo"
- Bilet, Nagroda Stowarzyszenia "Kina Polskie" 2013 - Złoty Bilet
- Festival de cine polaco 2014: Nominación en las categorías Mejor escenografía, Mejor vestuario, Mejor corte, Mejor actriz, Mejor actor
- Festival de cine de Venecia 2013: selección fuera de concurso
- Festival Internacional de Cine de Toronto 2013: selección de presentaciones especiales
- Festival Internacional de Cine de Palm Springs 2014